# Terje Aa
Terje Aa (ur. 16 marca 1961) – norweski brydżysta, World Life Master w kategorii Open (WBF), European Grand Master oraz European Champion w kategorii Open (EBL).

## Wyniki brydżowe

### Olimpiady
Na olimpiadach uzyskał następujące rezultaty:
| Olimpiady brydżowe. Zawody teamów | Olimpiady brydżowe. Zawody teamów | Olimpiady brydżowe. Zawody teamów    | Olimpiady brydżowe. Zawody teamów | Olimpiady brydżowe. Zawody teamów | Olimpiady brydżowe. Zawody teamów |
| Rok                               | Miejsce                           | Zawody                               | Kategoria                         | Drużyna                           | Pozycja                           |
| --------------------------------- | --------------------------------- | ------------------------------------ | --------------------------------- | --------------------------------- | --------------------------------- |
| 2008                              | Pekin                             | 1. Olimpiada Sportów Umysłowych      | Open                              | Norway                            | 3                                 |
| 2002                              | Salt Lake City                    | 4. Mistrzostwa o Wielką Nagrodę MKOL | Open                              | Norway                            | 4                                 |
| 1996                              | Rodos                             | 10. Olimpiada Teamów                 | Open                              | Norway                            | 15                                |

### Zawody światowe
W światowych zawodach zdobył następujące lokaty:
| Mistrzostwa Świata. Konkurencja teamów | Mistrzostwa Świata. Konkurencja teamów | Mistrzostwa Świata. Konkurencja teamów | Mistrzostwa Świata. Konkurencja teamów | Mistrzostwa Świata. Konkurencja teamów | Mistrzostwa Świata. Konkurencja teamów |
| Rok                                    | Miejsce                                | Zawody                                 | Kategoria                              | Drużyna                                | Pozycja                                |
| -------------------------------------- | -------------------------------------- | -------------------------------------- | -------------------------------------- | -------------------------------------- | -------------------------------------- |
| 2010                                   | Filadelfia                             | 13. Seria Mistrzostw Świata            | Open                                   | Gordon                                 | 33                                     |
| 2009                                   | São Paulo                              | 39. Mistrzostwa Świata Teamów          | Trans                                  | Mark Gordon                            | 18                                     |
| 2006                                   | Werona                                 | 12. Mistrzostwa Świata                 | Open                                   | Hauge                                  | 65                                     |
| 2003                                   | Monte Carlo                            | 36. Mistrzostwa Świata Teamów          | Open                                   | Norway                                 | 4                                      |
| 2001                                   | Paryż                                  | 35. Mistrzostwa Świata Teamów          | Open                                   | Norway                                 | 2                                      |
| 1997                                   | Hammamet                               | 33. Mistrzostwa Świata Teamów          | Open                                   | Norway                                 | 3                                      |
| 1993                                   | Santiago                               | 31. Mistrzostwa Świata Teamów          | Open                                   | Norway                                 | 2                                      |

| Mistrzostwa Świata. Konkurencja par | Mistrzostwa Świata. Konkurencja par | Mistrzostwa Świata. Konkurencja par | Mistrzostwa Świata. Konkurencja par | Mistrzostwa Świata. Konkurencja par | Mistrzostwa Świata. Konkurencja par |
| Rok                                 | Miejsce                             | Zawody                              | Kategoria                           | Partner                             | Pozycja                             |
| ----------------------------------- | ----------------------------------- | ----------------------------------- | ----------------------------------- | ----------------------------------- | ----------------------------------- |
| 2006                                | Werona                              | 12. Mistrzostwa Świata              | Open                                | Jorgen Molberg                      | 104                                 |

### Zawody europejskie
W europejskich zawodach zdobył następujące lokaty:
| Zawody europejskie. Konkurencja teamów | Zawody europejskie. Konkurencja teamów | Zawody europejskie. Konkurencja teamów    | Zawody europejskie. Konkurencja teamów | Zawody europejskie. Konkurencja teamów | Zawody europejskie. Konkurencja teamów |
| Rok                                    | Miejsce                                | Zawody                                    | Kategoria                              | Drużyna                                | Pozycja                                |
| -------------------------------------- | -------------------------------------- | ----------------------------------------- | -------------------------------------- | -------------------------------------- | -------------------------------------- |
| 2013                                   | Ostenda                                | 6. Otwarte Mistrzostwa Europy             | Open                                   | Irens                                  | 58                                     |
| 2008                                   | Amsterdam                              | 7. Puchar Europy                          | Open                                   | HBC–Norway                             | 7                                      |
| 2008                                   | Pau                                    | 49. Mistrzostwa Europy Teamów             | Open                                   | Norway                                 | 1                                      |
| 2007                                   | Antalya                                | 3. Otwarte Mistrzostwa Europy             | Open                                   | Hauge                                  | 49                                     |
| 2005                                   | Teneryfa                               | 2. Otwarte Mistrzostwa Europy             | Open                                   | Akilles                                | 74                                     |
| 2003                                   | Rzym                                   | 2. Puchar Europy                          | Open                                   | Heimdal Trondheim                      | 5                                      |
| 2003                                   | Mentona                                | 1. Otwarte Mistrzostwa Europy             | Open                                   | O'Rourke                               | 42                                     |
| 2002                                   | Warszawa                               | 1. Puchar Europy Teamów                   | Open                                   | Norway                                 | 3                                      |
| 2002                                   | Salsomaggiore                          | 46. Mistrzostwa Europy Teamów             | Open                                   | Norway                                 | 3                                      |
| 2001                                   | Teneryfa                               | 45. Mistrzostwa Europy Teamów             | Open                                   | Norway                                 | 2                                      |
| 1997                                   | Montecatini                            | 43. Mistrzostwa Europy Teamów             | Open                                   | Norway                                 | 3                                      |
| 1993                                   | Mentona                                | 41. Mistrzostwa Europy Teamów             | Open                                   | Norway                                 | 3                                      |
| 1986                                   | Budapeszt                              | 10. Młodzieżowe Mistrzostwa Europy Teamów | Juniorzy                               | Norway                                 | 5                                      |
| 1984                                   | Hasselt                                | 9. Młodzieżowe Mistrzostwa Europy Teamów  | Juniorzy                               | Norway                                 | 3                                      |

| Zawody europejskie. Konkurencja par | Zawody europejskie. Konkurencja par | Zawody europejskie. Konkurencja par | Zawody europejskie. Konkurencja par | Zawody europejskie. Konkurencja par | Zawody europejskie. Konkurencja par |
| Rok                                 | Miejsce                             | Zawody                              | Kategoria                           | Partner                             | Pozycja                             |
| ----------------------------------- | ----------------------------------- | ----------------------------------- | ----------------------------------- | ----------------------------------- | ----------------------------------- |
| 2007                                | Antalya                             | 3. Otwarte Mistrzostwa Europy       | Open                                | Jon-Egil Furunes                    | 173                                 |
| 1993                                | Bielefeld                           | 7. Mistrzostwa Europy Par           | Open                                | Geir Helgemo                        | 22                                  |

## Klasyfikacja
- Terje Aa – klasyfikacja WBF (ang.)
- Terje Aa – klasyfikacja EBL (ang.)